# 天山泽芹
天山泽芹（学名：Berula erecta）为伞形科天山泽芹属的植物。分布在欧洲、中亚、西亚以及中国大陆的新疆等地，生长于海拔100米至1,100米的地区，多生在湖、低山或水沟边，目前尚未由人工引种栽培。

## 亞種
- 指名亞種 Berula erecta subsp. erecta
- 通貝里亞種 Berula erecta subsp. thunbergii